# Гольфельд
Гольфельд (нім. Hollfeld) — місто в Німеччині, розташоване в землі Баварія. Підпорядковується адміністративному округу Верхня Франконія. Входить до складу району Байройт. Центр об'єднання громад Гольфельд.
Площа — 81 км2. Населення становить 5024 ос. (станом на 31 грудня 2020).

## Галерея

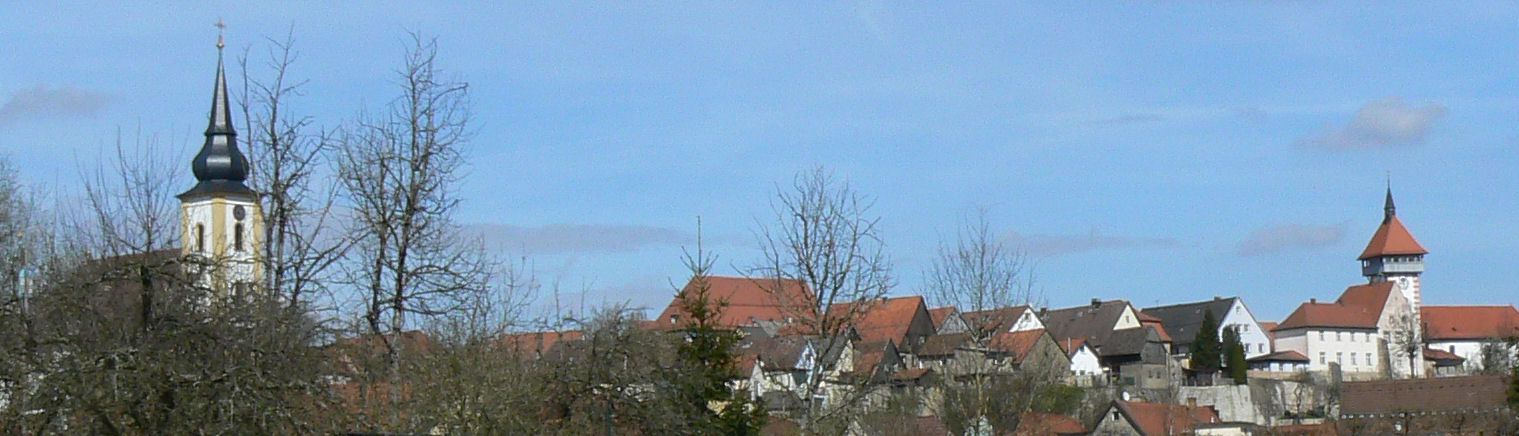
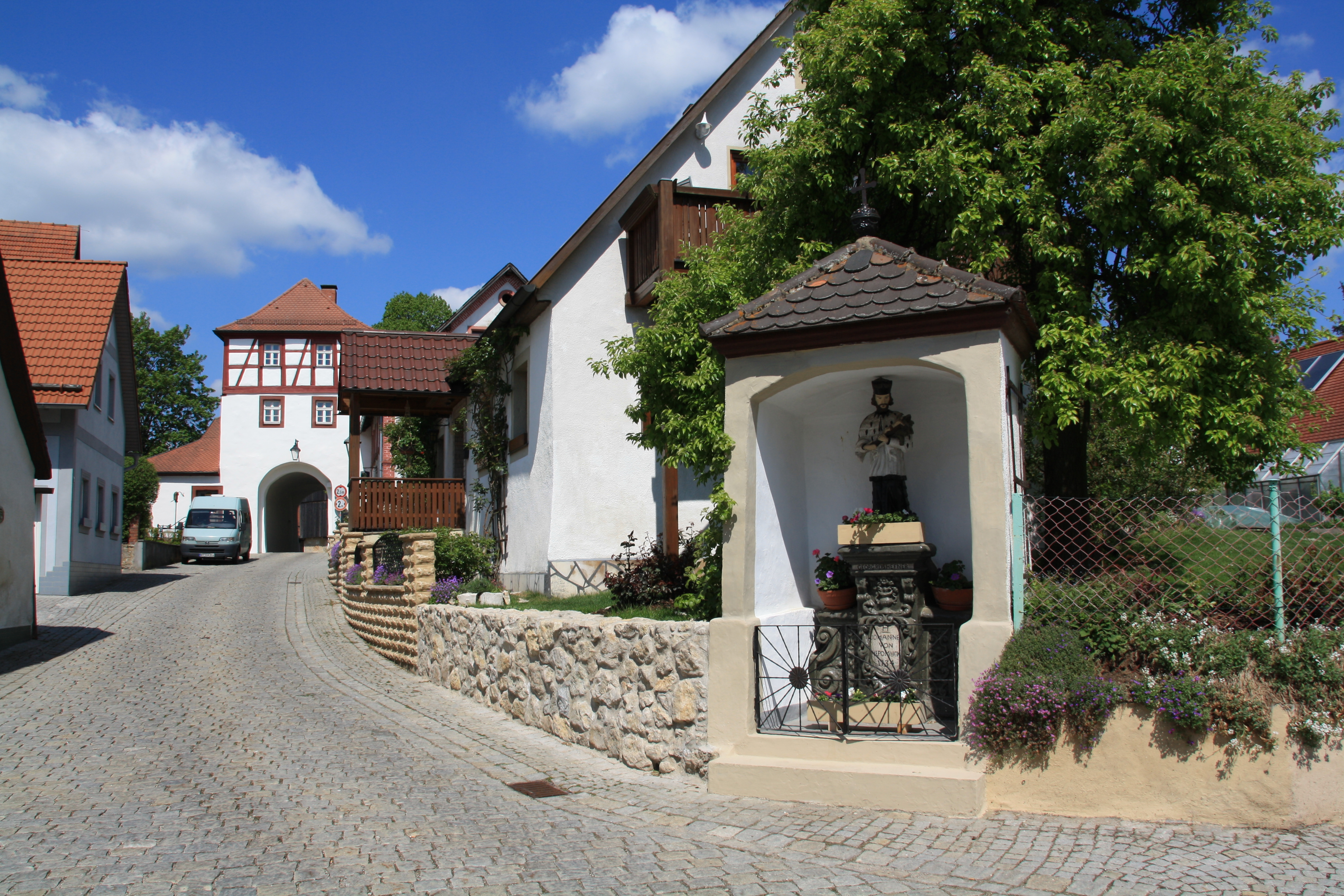
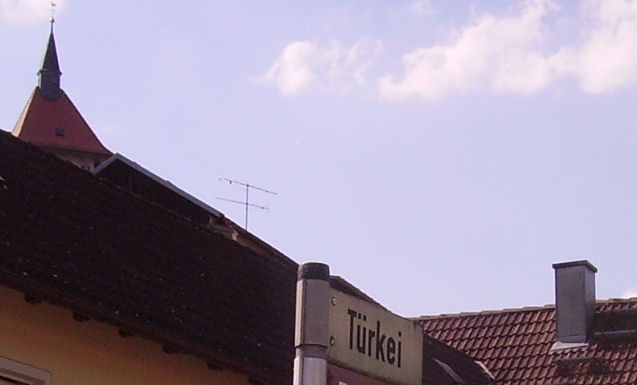
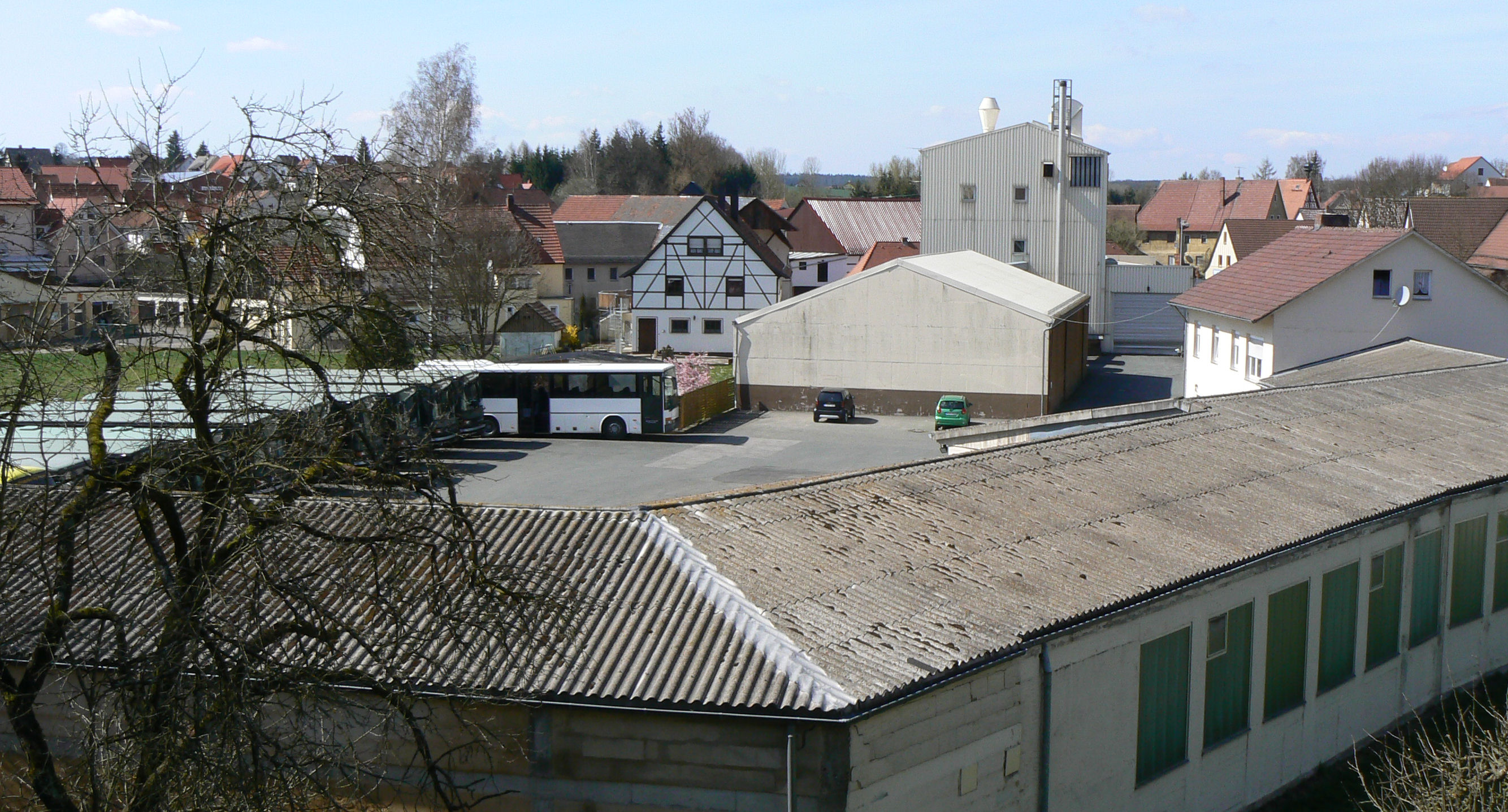
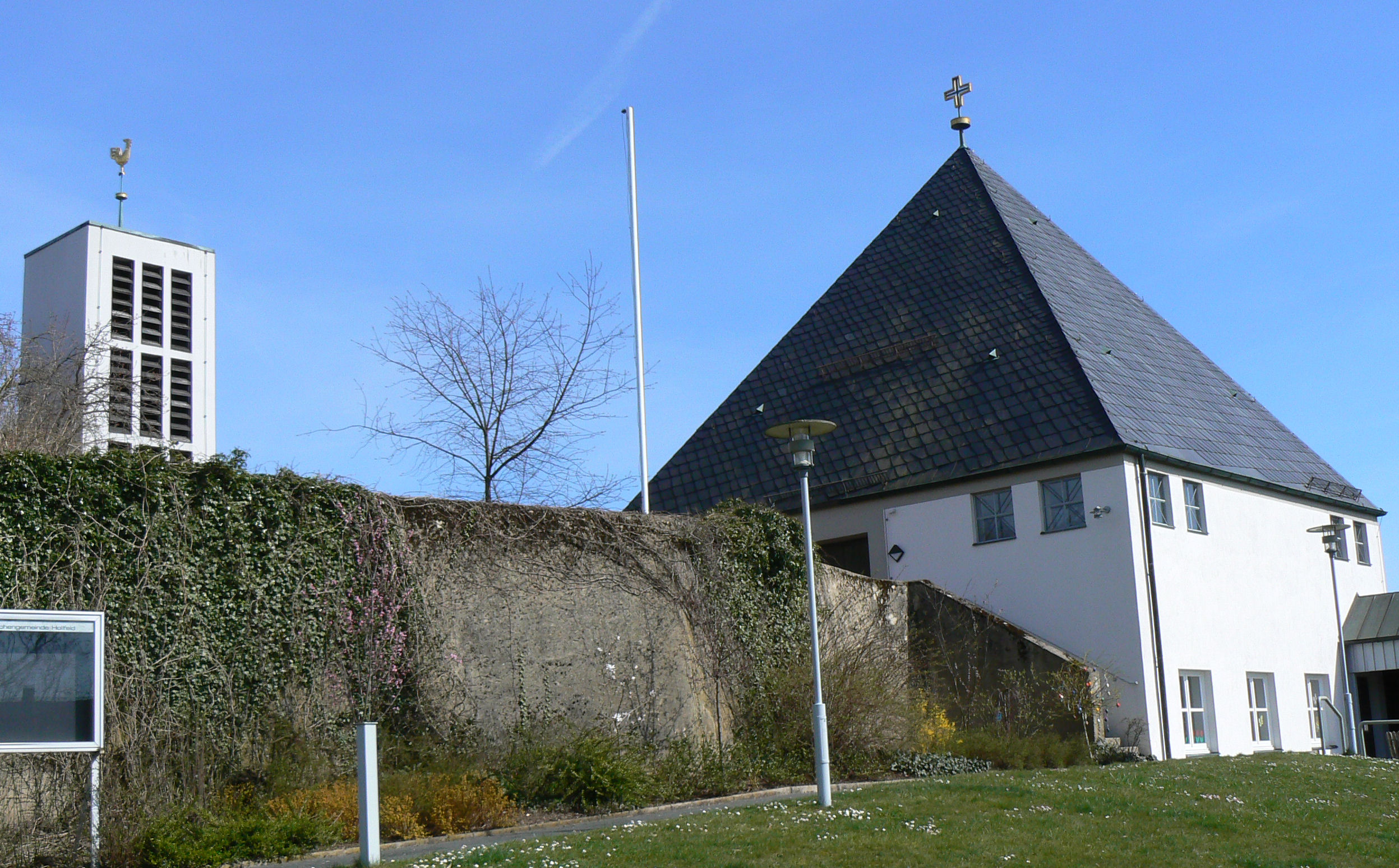
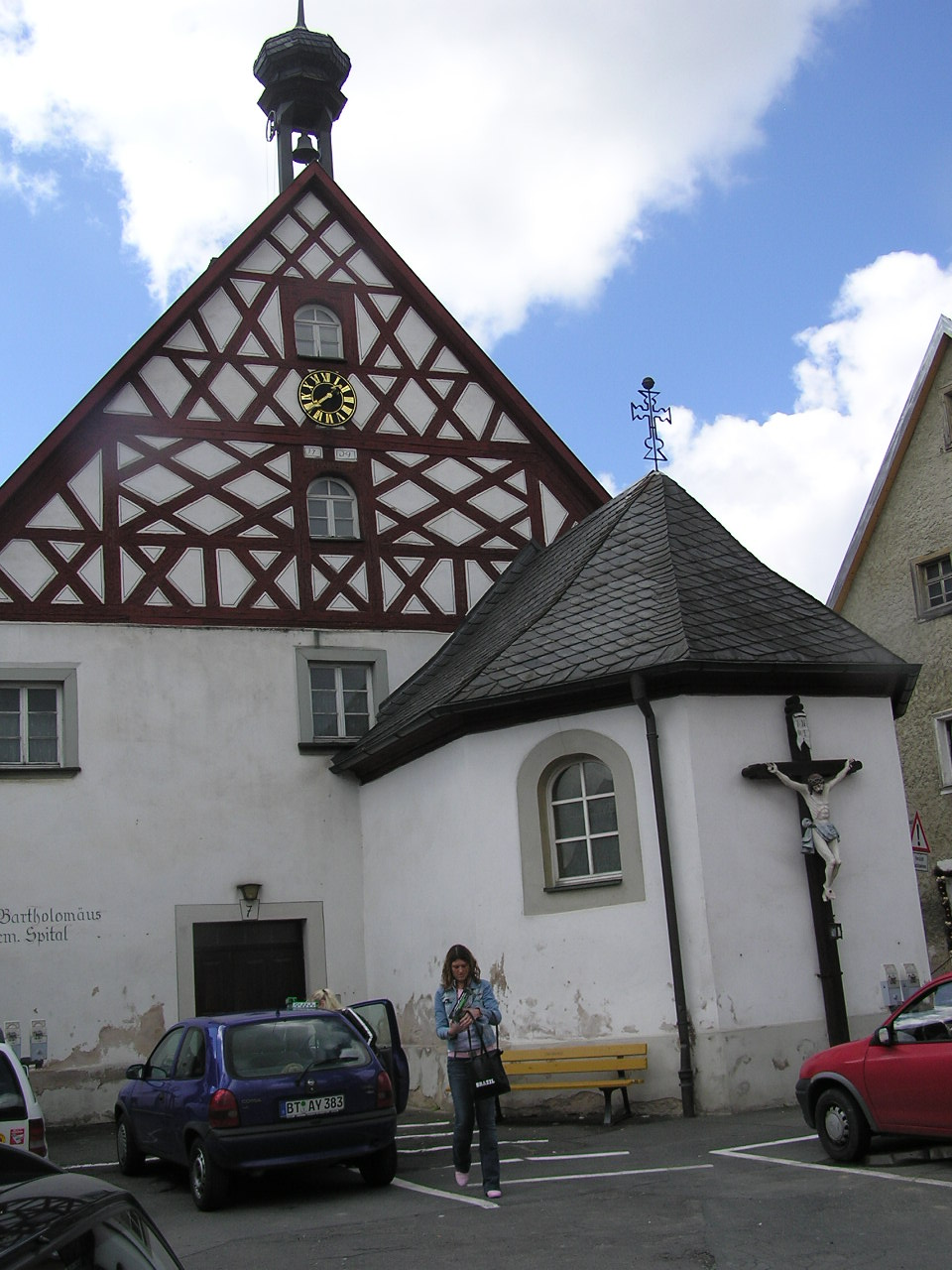